# Билязе, Александр Алексеевич
Александр Алексеевич Билязе (укр. Олександр Олексійович Білязе; 14 января 1927, Малогнатовка, Донецкая область — 12 августа 2020, Киев) — советский и украинский тренер и общественный деятель. Заслуженный тренер СССР, заслуженный тренер Украины. Заслуженный работник культуры УССР (1981).

## Биография
Родился 14 января 1927 года в селе Малогнатовка Волновахского района Донецкой области.
Трудовую деятельность начал в 1945 году учителем физической культуры в средней школе. В 1950 году окончил Ворошиловградский техникум физической культуры и спорта и начал работать тренером по лёгкой атлетике в детско-юношеской спортивной школе. За свои достижения в тренерской работе Александр Билязе был назначен наставником юных атлетов в сборные команды СССР и УССР. В 1956 году ему предложили работать старшим тренером по лёгкой атлетике и тренером сборной команды области в спортивном обществе «Шахтёр». За период его трудовой деятельности на этом посту Билязе был подготовлен ряд ведущих легкоатлетов, 32 из которых стали мастерами спорта. Более 30 раз его воспитанников стали чемпионами и призёрами УССР и СССР.
С 1974 года Александр Билязе был назначен на должность заместителя председателя комитета по физической культуре и спорту Донецкой области, где отвечал за развитие олимпийских видов спорта и подготовку спортсменов высокого уровня. В 1977 году он был приглашен на должность государственного тренера по лёгкой атлетике.
В 1991 году, когда прекратил существование СССР, А. А. Билязе вышел на пенсию. По 2002 год он работал вице-президентом Спортивного клуба Сергея Бубки. Билязе — спортивный директор международного турнира сильнейших в мире спортсменов по прыжкам с шестом — «Звёзды шеста», проводившегося в Донецке. Вице-президент Федерации лёгкой атлетики Донецкой области.
При его содействии из Луганска в Донецк, где спортивная база была гораздо лучше, переехали выдающиеся прыгуны с шестом — братья Василий и Сергей Бубки, а также их тренер. Многие считают Билязе «крёстным отцом» Сергея Бубки. А. А. Билязе также принял участие в спортивной карьере Нины Зюськовой и помог в её последующем трудовом пути.
Умер 12 августа 2020 года в Киеве.

## Награды
- Был награждён советским орденом Трудового Красного Знамени, украинским орденом «За заслуги» III степени (Указ Президента Украины № 417/2012 от 27 июня 2012) и медалями, в числе которых медаль «За трудовую доблесть».
- В 2007 году А. А. Билязе был награждён почётным знаком НОК Украины[3].